# Besseya plantaginea
Besseya plantaginea là một loài thực vật có hoa trong họ Mã đề. Loài này được (James) Rydb. mô tả khoa học đầu tiên năm 1903.